# Jumeirah Beach Residence

Jumeirah Beach Residence, también conocido como JBR, es una comunidad localizada en el golfo en Dubai Marina en Dubái, en los Emiratos Árabes Unidos.
El proyecto fue iniciado en agosto de 2002 y fue finalizado en 2007. Posee zonas residenciales, parques, playas y gimnasios.  Está formado por 40 torres (36 residenciales y 4 hoteles) . Posee una capacidad para aproximadamente 10 000 personas entre departamentos y habitaciones de hotel.